# Kreisjugendring München-Land

Logo

Der Kreisjugendring München-Land (KJR) mit Sitz in Pullach im Isartal ist ein Zusammenschluss von 34 Jugendverbänden und freier Träger der Jugendhilfe im Landkreis München. Als eine der größten Jugendorganisationen in Bayern vertritt der KJR die Interessen von Kindern, Jugendlichen und jungen Erwachsenen. Mit mehr als 500 hauptberuflich Beschäftigten und vielen hundert ehrenamtlich Aktiven fördert und stärkt der Kreisjugendring die Persönlichkeitsentwicklung junger Menschen durch vielfältige Freizeit- und Bildungsangebote wie auch durch jugendgerechte und jugendkulturelle Veranstaltungen wie z. B. das Oben Ohne Open Air, den Newcomer-Bandwettbewerb Running for the best oder die Veranstaltungsreihe Burg & Bühne.

## Arbeitsgemeinschaft der Jugendverbände
Der Kreisjugendring München-Land ist ein Zusammenschluss von derzeit 32 Jugendverbänden und eine Gliederung des Bayerischen Jugendrings (BJR). Der KJR ist Sprachrohr und nimmt die Interessenvertretung der Jugendverbände wahr. Daneben macht er sich auch für eine Vernetzung der Jugendverbände stark.

## Träger der Jugendhilfe
Der Kreisjugendring München-Land ist freier Träger der Jugendhilfe. Er organisiert seine Jugendarbeit in zwei großen Bereichen: In der „Regionalen Jugendarbeit“ stellt der KJR vor Ort in seinen Einrichtungen der Offenen und Mobilen Kinder- und Jugendarbeit, der Jugendsozialarbeit an Schulen, der Offenen und Gebundenen Ganztagsschule sowie der Jungen Integration ein vielfältiges und bedarfsgerechtes Angebot bereit. In der „Überregionalen Bildungsarbeit“ entwickelt er landkreisweit attraktive Ferien-, Bildungs- und Übernachtungsangebote für Kinder, Jugendliche, junge Erwachsene sowie Mitarbeiter der Jugendarbeit.

## Vorstand
Der Vorstand des Kreisjugendring München-Land setzt sich aus neun ehrenamtlichen Vorstandsmitgliedern zusammen, die alle zwei Jahre von den Delegierten der Jugendverbände im Rahmen der Vollversammlung neu gewählt werden. Zu den Aufgaben des Vorstands gehören die Aufsichtsfunktion gegenüber der Geschäftsführung sowie die politische Vertretung der Kinder und Jugendlichen im Landkreis. Die Vorstandsmitglieder treffen sich monatlich zu öffentlichen Vorstandssitzungen, bilden nach Bedarf Arbeitskreise und nehmen vielfältige Repräsentationsaufgaben wahr.
| Zeitraum  | Vorsitzender                    |
| --------- | ------------------------------- |
| 1947–1948 | Sebastian Kößer                 |
| 1948–1950 | Lorenz Knorr                    |
| 1950–1965 | Josef Hederer                   |
| 1965–1967 | Hugo Feucht                     |
| 1967–1974 | Andreas Neumeier                |
| 1974–1991 | Franz Zilbauer                  |
| 1991–1996 | Killian Körner                  |
| 1996–2000 | Herbert Christian Wasner-Hanusa |
| 2000–2012 | Martin Gerrits                  |
| 2012–2024 | Jan Museler                     |
| seit 2024 | Daniel Gögelein                 |

## Geschichte
Der Kreisjugendring München-Land wurde 1947 bei den ersten ordentlichen Wahlen als Kreisjugendausschuss, dem Vorläufer des KJR, auf eine demokratische Basis gestellt. Das Gremium lizenzierte neue Jugendgruppen im Landkreis München, kontrollierte sie auf deren militärische und nationalsozialistische Tendenzen und kümmerte sich um die Beschaffung von geeigneten Jugendräumen. Im Jahr 1962 wurden in den Landkreisgemeinden Unterschleißheim und Grünwald die bayernweit ersten „Heime der offenen Tür“ fertiggestellt. Mittlerweile ist der KJR Träger von den vier Übernachtungseinrichtungen Burg Schwaneck (Pullach), Jugendbegegnungsstätte am Tower (Oberschleißheim), Ferien- und Bildungszentrum (Siegsdorf) und Walchenseecamp (Jachenau) sowie von 30 Jugendzentren. Er betreibt in vier Landkreisgemeinden Mobile Jugendarbeit. Darüber hinaus ist der KJR an 43 Schulen im Landkreis München für die Jugendsozialarbeit tätig, an zehn Schulen für die Gebundene Ganztagsschule und an elf Landkreisschulen für die Offene Ganztagsschule. Im Rahmen der Jungen Integration ist er in sechs Gemeinden aktiv.